# Wembezi
Wembezi is een plaats in de Zuid-Afrikaanse provincie KwaZoeloe-Natal. Wembezi telt ongeveer 17.000 inwoners.